# Гранкин, Пётр Григорьевич
Пётр Григорьевич Гранкин (24 июня 1926, деревня Большеникольск Омская область — 27 октября 2019) — бригадир колхоза «Заветы Ленина» Муромцевского района Омской области. Герой Социалистического Труда (10.03.1980).

## Биография
Родился 24 июня 1926 года в деревне Большеникольск в семье крестьянина.
В четырнадцать лет начал работать помощником комбайнера в Болыререченской МТС. Когда его наставник комбайнёр ушёл на фронт, Пётр сам сел управлять комбайном.
В дальнейшем работал трактористом, помощником бригадира, бригадиром тракторной бригады Карташовской МТС. В 1957 году стал бригадиром колхоза «Заветы Ленина» Муромцевского района Омской области. Выполнял обязанности и агронома и инженера. Проработал на этой работе до 1984 года.
В 1979 году его бригада получила небывалый урожай пшеницы по 37 центнеров с гектара, а сельскохозяйственные предприятия Омской области сдали государству 2 миллиона тонн зерна.
Указом от 10 марта 1980 года за достижения высоких производственных результатов Пётр Гранкин был удостоен звания Герой Социалистического Труда с вручением ордена Ленина и золотой медали «Серп и Молот».
Жил в деревне Новорождественка Муромцевского района. Умер 27 октября 2019 года.

## Награды
Имеет следующие награды, за трудовые успехи:
- Герой Социалистического Труда (10.03.1980);
- Орден Ленина (10.03.1980);

Почётный гражданин Муромцевского района с 1994 года.
10 сентября 2014 года, на доме, где проживает Пётр Григорьевич, была установлена Памятная доска.